# Szesnastka

Szesnastka

Szesnastka – nuta w notacji muzycznej trwająca tyle, co jedna szesnasta całej nuty, dzieli się na dwie trzydziestodwójki. Szesnastka przedstawiana jest jako owalna, zaczerniona główka z laską oraz podwójną chorągiewką.
Szesnastki poniżej trzeciej linii z zasady zapisuje się w ten sposób, że laski znajdują się po prawej stronie główki i skierowane są do góry. Od trzeciej linii wzwyż laski umieszcza się po lewej stronie główki i skierowane są one w dół. Chorągiewki zawsze umieszcza się po prawej stronie kreski. Jeśli kilka szesnastek sąsiaduje ze sobą, można je połączyć w grupę za pomocą podwójnej belki.

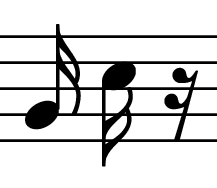
Szesnastki i pauza szesnastkowa na pięciolinii
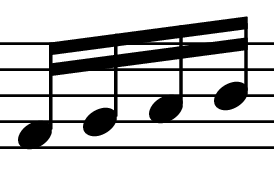
Grupa szesnastek połączonych podwójną belką